# IC 1112
IC 1112 је спирална галаксија у сазвјежђу Змија која се налази на листи објеката дубоког неба у Индекс каталогу.
Деклинација објекта је + 7° 13' 7" а ректасцензија 15h 17m 47,4s. Привидна величина (магнитуда) објекта IC 1112 износи 14,2 а фотографска магнитуда 15,0. IC 1112 је још познат и под ознакама CGCG 49-107, PGC 93492, PGC 54604.